# Papieski Wydział Teologiczny Świętego Bonawentury w Rzymie
Papieski Wydział Teologiczny Świętego Bonawentury w Rzymie, popularnie zwany Seraphicum − jedna z uczelni na prawie papieskim prowadzona przez Zakon Braci Mniejszych Konwentualnych, założona 24 stycznia 1905 w Collegio di San Bonaventura w Rzymie.

## Historia
Kolegium Św. Bonawentury (wł. Collegio di San Bonaventura) znane również jako Papieskie Kolegium Sykstyńskie (wł. Pontificio Collegio Sistino) zostało ustanowione 18 grudnia 1587 na bazie istniejącego wcześniej studium generalnego Zakonu Braci Mniejszych Konwentualnych. Powstało z woli papieża Sykstusa V, który był franciszkaninem konwentualnym.
Za dokument fundacyjny uważana jest konstytucja apostolska Ineffabilis divinae Providentiae, w której papież ustanawiał studium przy siedzibie kurii generalnej konwentualnych w Klasztorze Świętych Dwunastu Apostołów. Studium miało przede wszystkim zająć się badaniem myśli i nauczania Doktora Serafickiego, stąd zwyczajowa nazwa Seraphicum. Po zniesieniu zgromadzeń zakonnych przez Zjednoczone Włochy kolegium przerwało swoje funkcjonowanie w 1873. Nigdy nie zostało jednak oficjalnie zniesione przez jakąkolwiek władzę kościelną.
W 1894 władze zakonu wzniosły nową siedzibę kolegium dzielnicy Velabro, zaś w 1905 papież Pius X powołał do istnienia wydział teologiczny. W 1935 uczelnia uzyskała pozwolenie na używanie tytuły "papieska". Od 1955 franciszkańska uczelnia oficjalnie nazywana jest Papieskim Wydziałem Teologicznym Świętego Bonawentury. Absolwentem rzymskiego Seraphicum był św. Maksymilian Maria Kolbe, który obronił na nim pracę doktorską z teologii w 1919.

## Współczesność
Nową siedzibę wydziału w południowej dzielnicy Rzymu - EUR - otwarto w 1964. Od 1973 jest otwarta dla studentów z zewnątrz, duchownych jak i świeckich. Ostatnie statuty uczelni zostały zaaprobowane 19 grudnia 1986.
Do użytku studentów dostępna jest biblioteka uczelni, licząca ok. 300 tys. woluminów, głównie z dziedziny teologii, historii, prawa i muzyki. Periodykiem uczelni jest wydawana od 1931 "Miscellanea Francescana". Wydawnictwo uczelniane publikuje również dwie serie wydawnicze: Maestri Francescani oraz Quaderni Francescani.
Co pewien czas Seraphicum organizuje spotkania naukowe i sympozja tematyczne, np.:
- w czerwcu 1986 odbyło się sympozjum, poświęcone dziedzictwu św. Maksymiliana Kolbego, które "pozostawił zakonowi i Kościołowi";
- w grudniu 1991 zorganizowano sympozjum, którego tematem była osobowość franciszkańskiego formatora-wychowawcy;
- w październiku 2005 odbyło się kolejne, jubileuszowe sympozjum na temat dziedzictwa fakultetu i jego perspektyw na przyszłość z okazji stulecia działalności[5].

Z uczelnią związane jest stowarzyszenie Cineforum Seraphicum założone w 1964 z inicjatywy franciszkanina Faustino Osanna oraz reżyserów włoskich Roberto Rosselliniego i Pier Paolo Pasoliniego. Stowarzyszenie to organizuje cykliczne projekcje filmowe oraz spotkania twórców z publicznością. Przy wydziale teologicznym usytuowana jest ponadto Casa per ferie Seraphicum. Wspomniana Casa per ferie zapewnia możliwość noclegów dla uczestników różnych zjazdów i sympozjów, organizowanych na terenie Seraphicum, jak również dla pielgrzymów, przybywających do Rzymu.